# Gugu warra
Gugu warra, även rimanggudinhma eller mbariman-gudhinma, är ett utdött australiskt språk. Gugu warra talades i Queensland och tillhörde de pama-nyunganska språken.